# Albuzzano
Albuzzano – miejscowość i gmina we Włoszech, w regionie Lombardia, w prowincji Pawia.
Według danych na rok 2004 gminę zamieszkiwało 2256 osób, 150,4 os./km².